# Ан-60
Ан-60 — советский проект военно-транспортного самолёта с укороченными взлётом и посадкой.

## Предпосылки
Проект транспортного самолёта укороченного взлёта и посадки Ан-60 разрабатывался в КБ О. К. Антонова в 1972—1973 годах. Существовала как двухмоторная, так и четырёхмоторная версия проекта самолёта. Для этого проекта как идея была взята американская исследовательская разработка — транспортный самолёт McDonnell Douglas YC-15 с мощной механизацией крыла. Схема аэроплана была взята та же — высокоплан. Этот проект позже трансформировался в Ан-72 и Ан-74 с заметными конструктивными изменениями, особенно в плане расположения двигателей. Собственно Ан-60 так и не был построен.

## Двигатели
Генеральный конструктор АНТК О. К. Антонов был убеждённым сторонником экономичных турбовинтовых двигателей, но только турбореактивные ТРДД с высокой степенью двухконтурности позволяли реализовать эффект Коанда на практике. Двигатель Д-36, сконструированный в КБ «Прогресс» под руководством В. А. Лотарева, обеспечивал достаточный расход воздуха и невысокую температуру выхлопных газов, которыми осуществлялся обдув крыла. Оригинально этот двигатель предназначался именно для Ан-60. По экономичности он приближался к лучшим западным образцам, а модульная конструкция и высокий ресурс упрощали его эксплуатацию. Существовала версия двухмоторной модели с установленным специальным разгонным двигателем в киле самолёта.